# Cono axónico
El cono axónico es una parte especializada del cuerpo (o soma) de una neurona mediante el cual se conecta con el axón.
Esta zona está muy enriquecida en canales y transportadores que requieren energía (en forma de ATP), por lo que esta zona de la neurona tiene una alta concentración en mitocondrias.
En el cono axónico hay una gran cantidad de iones que son transportados activamente contra sus gradientes de concentración.